# Williams (Oregon)
Pour les articles homonymes, voir Williams.
Williams est une localité américaine située dans l'état de l'Oregon  et le comté de Josephine. Elle a le statut de  secteur non constitué en municipalité et de  CDP  (Census-designated place). Lors du recensement de 2010, elle comptait 1 072 habitants. La localité est desservie par le district scolaire de Three Rivers ; l'école primaire de Williams se trouve dans le village.

## Éléments historiques
Il y avait trois bureaux de poste différents dans ce secteur. Leur proximité avec la rivière Williams Creek est la raison pour laquelle ils s'appelaient Williams, Williamsburg et Williams Creek (qui est situé dans le comté de Jackson ). La Williams Creek se jette dans la rivière Applegate ; elle a reçu son nom en l'honneur du capitaine Robert Williams qui a combattu les Indiens de Rogue River pendant les guerres de Rogue River entre 1855 et 1856. Le bureau de poste de Williams a été créé en 1881 et se trouve à environ 9,5 km en amont de Provolt sur la Williams Creek et à 3 km à l'ouest de la limite du comté de Jackson-Josephine.

## Géographie
Williams se trouve au sud-est du comté de Josephine, dans la vallée de la Williams Creek, un affluent de la rivière Applegate, elle-même affluent de la rivière Rogue. Au sud-ouest on aperçoit les montagnes Siskiyou. Provolt  est à et à 10 km au sud et Grants Pass, le siège du comté de Josephine, est distant de 31 km.
D'après le Bureau du recensement des États-Unis, le CDP de Williams a une superficie de 29.3 km carrés.

## Climat
La région connaît des étés chauds et secs, mais les températures mensuelles moyennes ne dépassent pas 21.7 °C. D'après le système de classification climatique de Köppen, Williams bénéficie d'un climat méditerranéen à été chaud, abrégé « Csb » sur les cartes climatiques.

## Personnalités liées à la localité
- Ralph Stackpole, (1er mai 1885 - 10 décembre 1973) est un sculpteur, peintre, muraliste, graveur et professeur d'art américain né à Williams. Il fut un des artistes les plus connus de San Francisco dans les années 1920 et 1930.
- Steve Miller est musicien qui a résidé à Williams entre 1976 et 1986 ; il y possédait un ranch de 169 ha. En 2015 la propriété a été inscrite au registre national des lieux historiques[3].